# Biżbulak
Biżbulak (ros. Бижбуляк) – wieś (sieło) w Rosji, w Baszkortostanie, ośrodek administracyjny rejonu biżbulackiego. W 2010 liczyła 6446 mieszkańców.